# 多库恰耶夫斯克
多庫恰耶夫斯克（羅馬化：Dokuchaievsk，發音：[dokʊˈt͡ʃɑjeu̯sʲk]）法理上是乌克兰顿涅茨克州卡利米烏斯凱區多库恰耶夫斯克市镇内的城市及该市镇的行政中心，事实上为俄罗斯頓涅茨克人民共和國的直辖市。該市距離首府頓涅茨克40公里，始建於1912年，面積11.9平方公里，海拔高度135米，2022年人口数量为22,835人。

## 图集

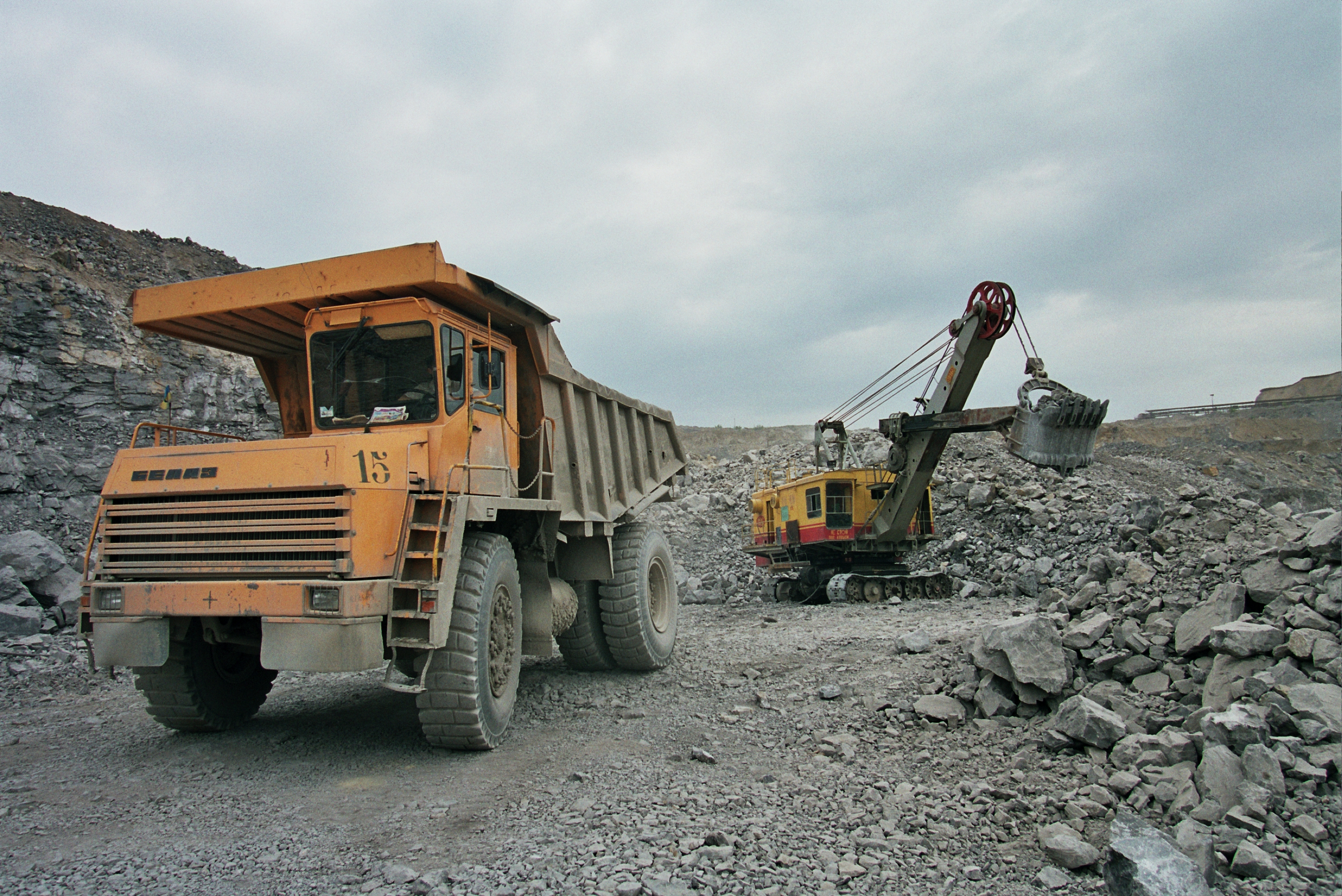
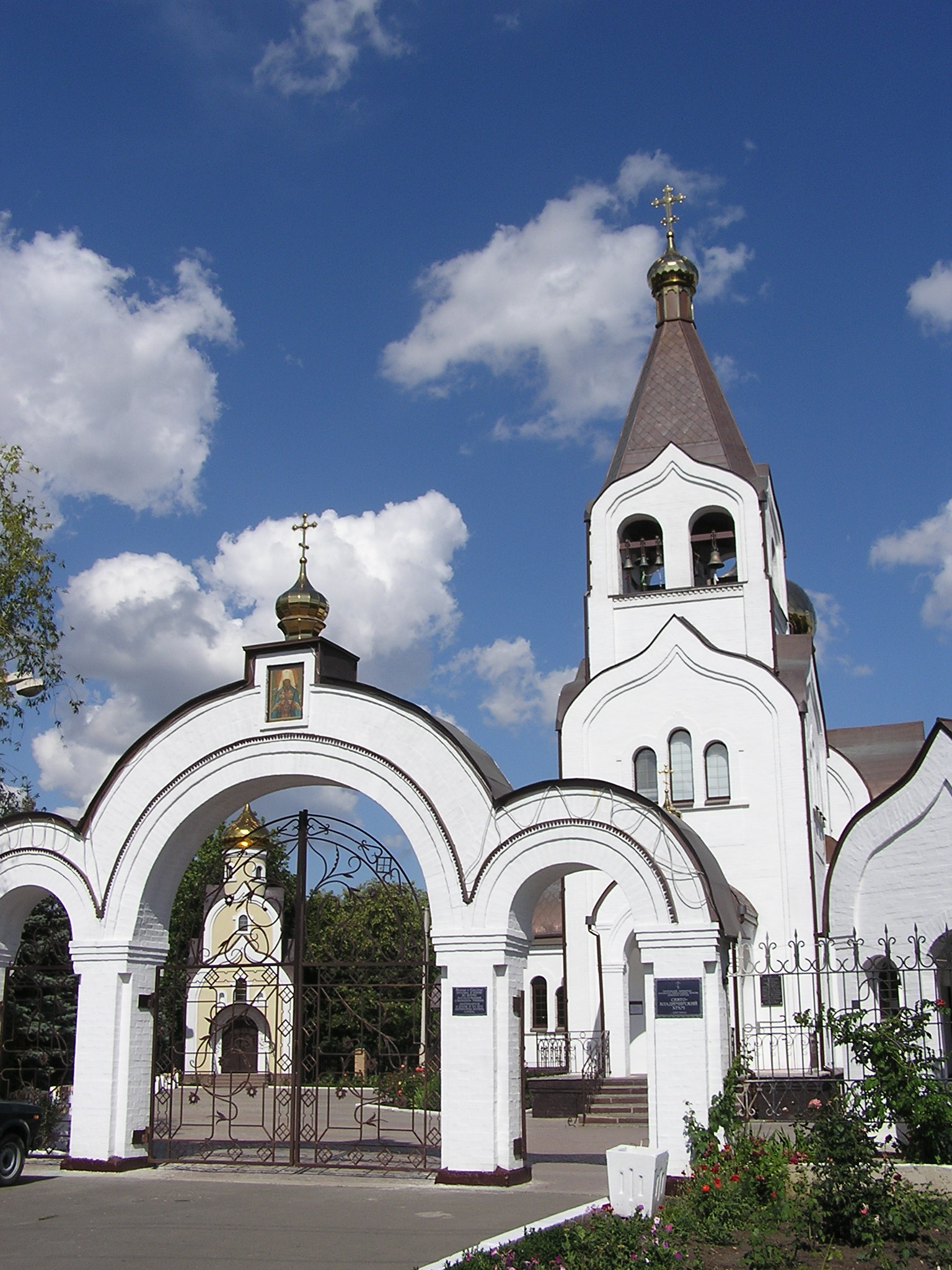
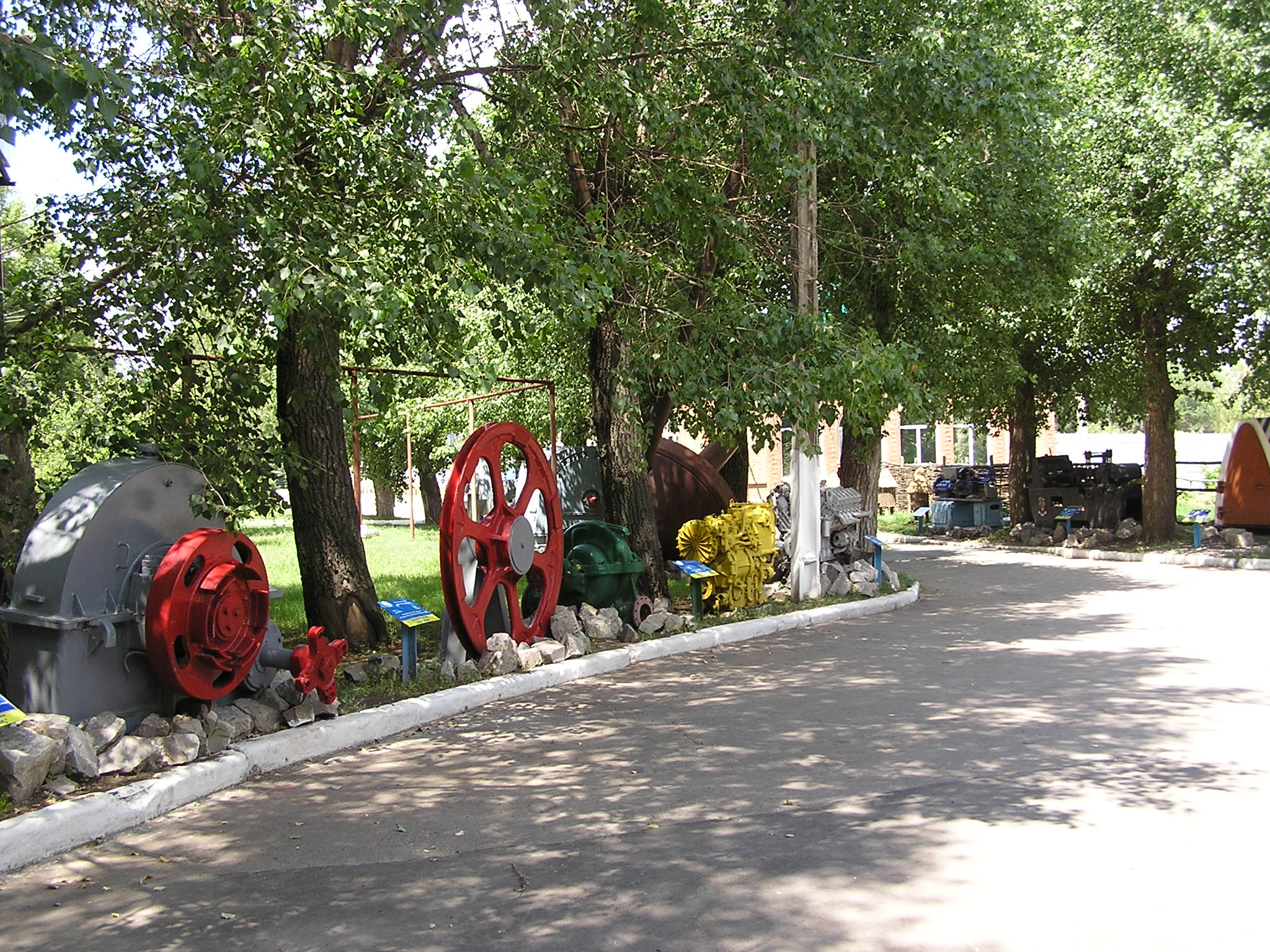
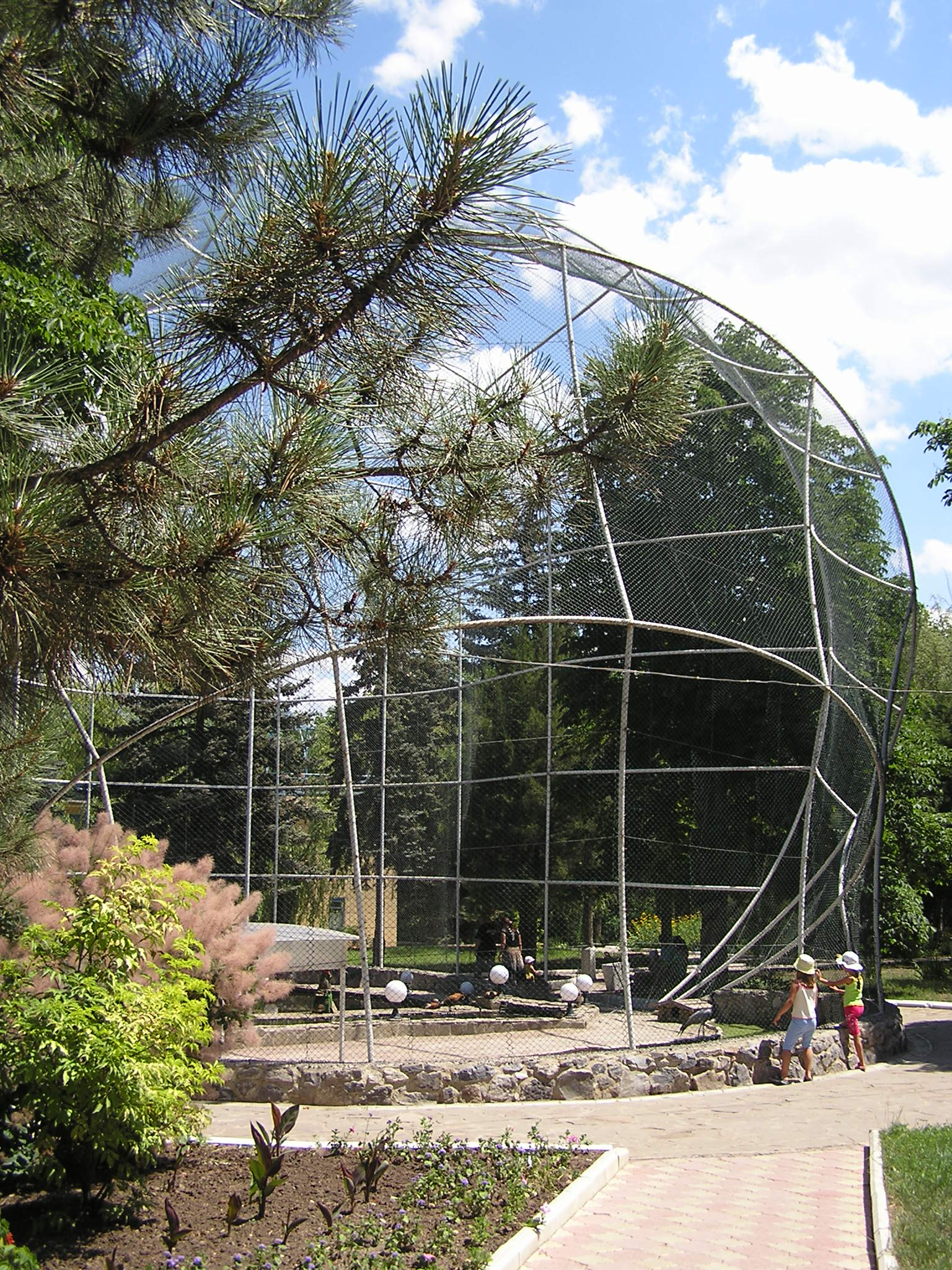
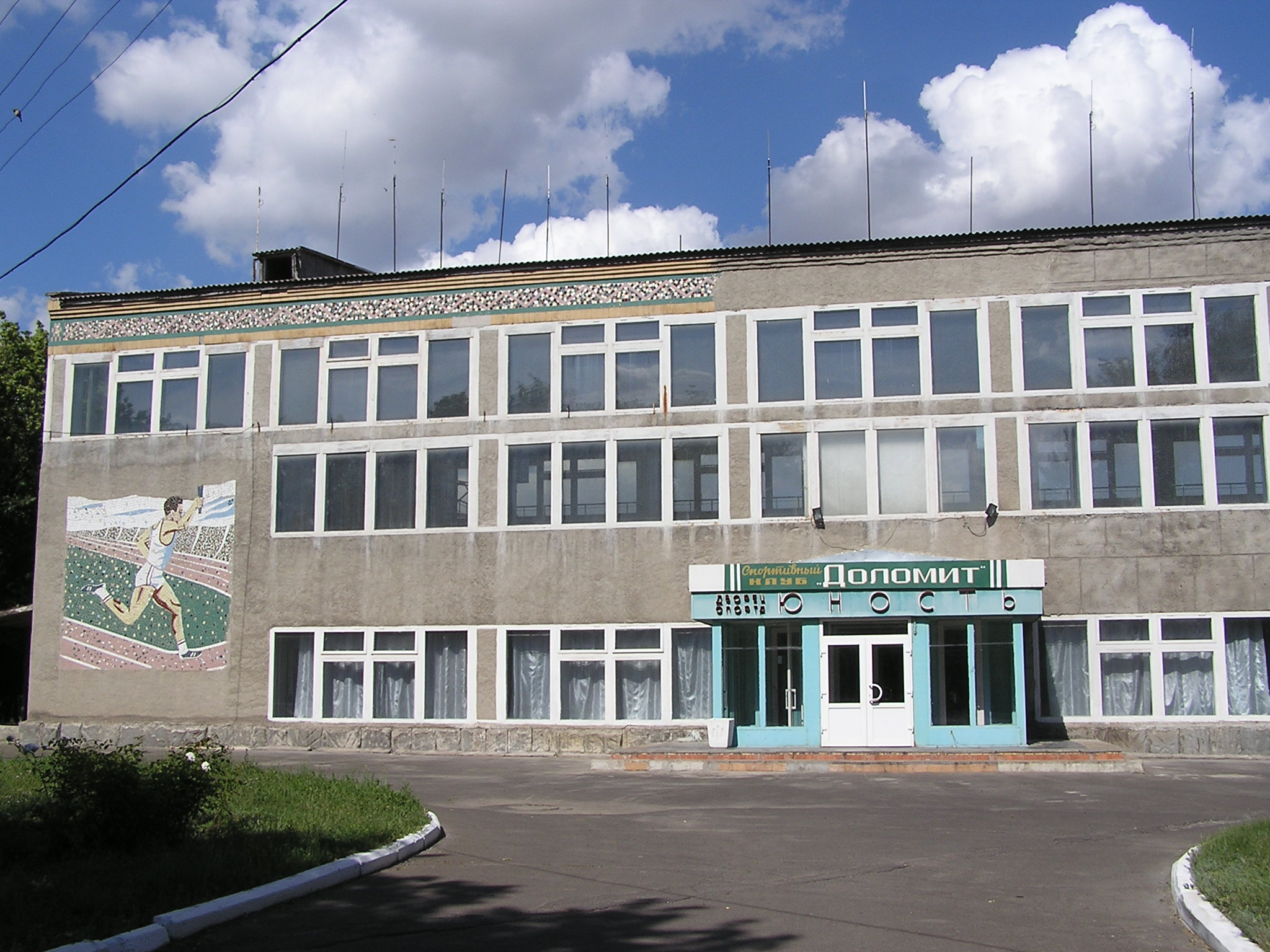
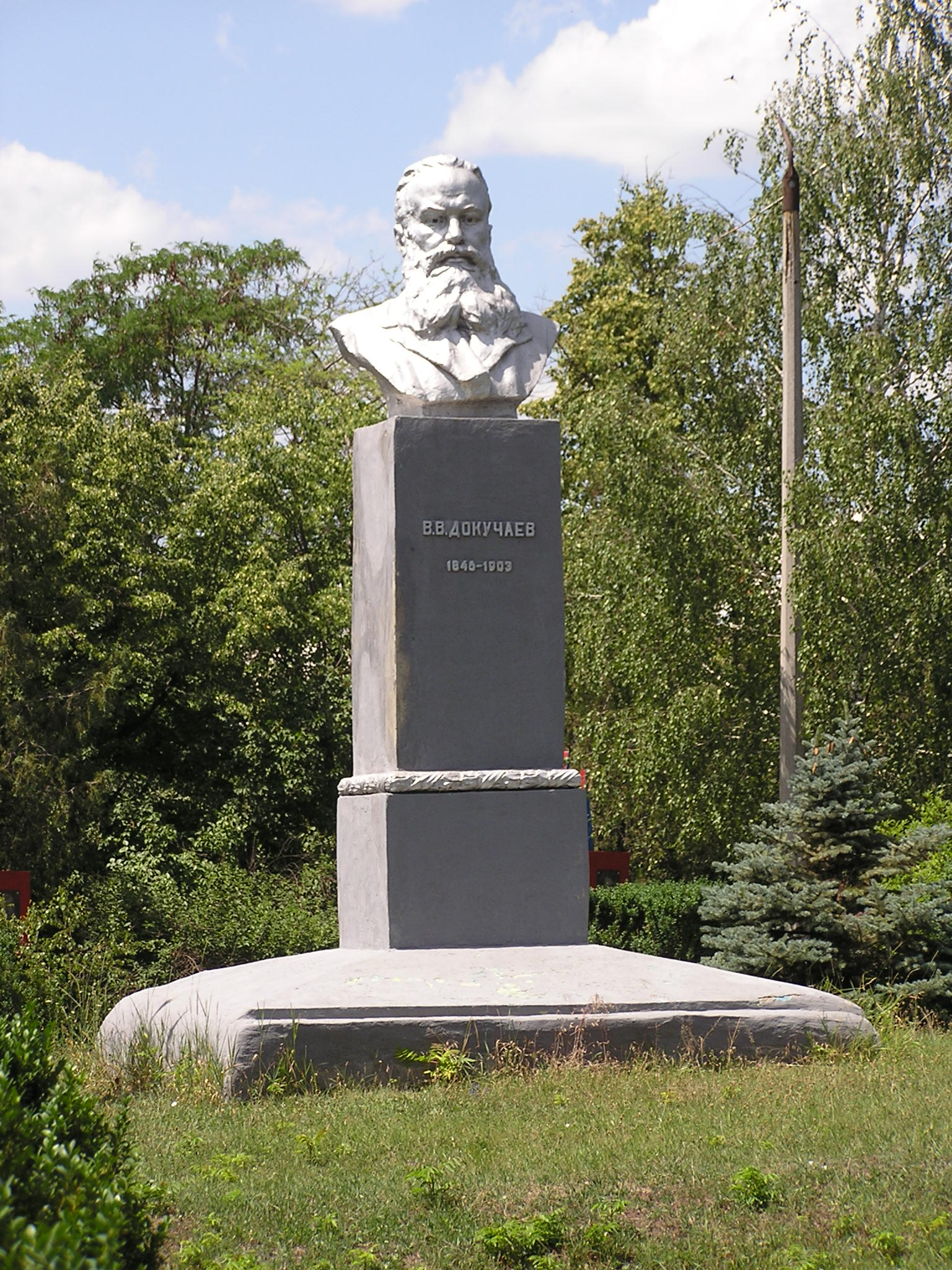
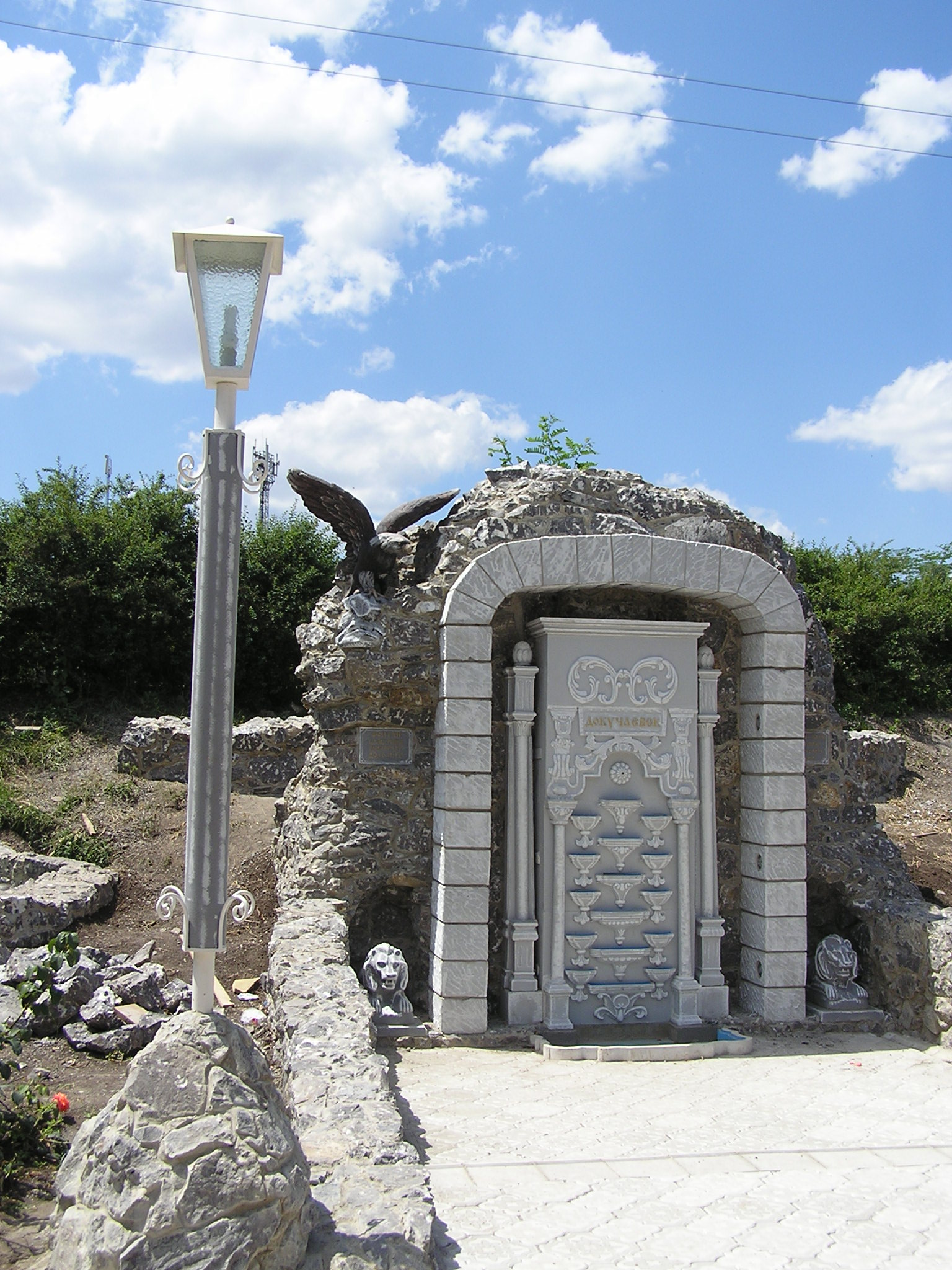
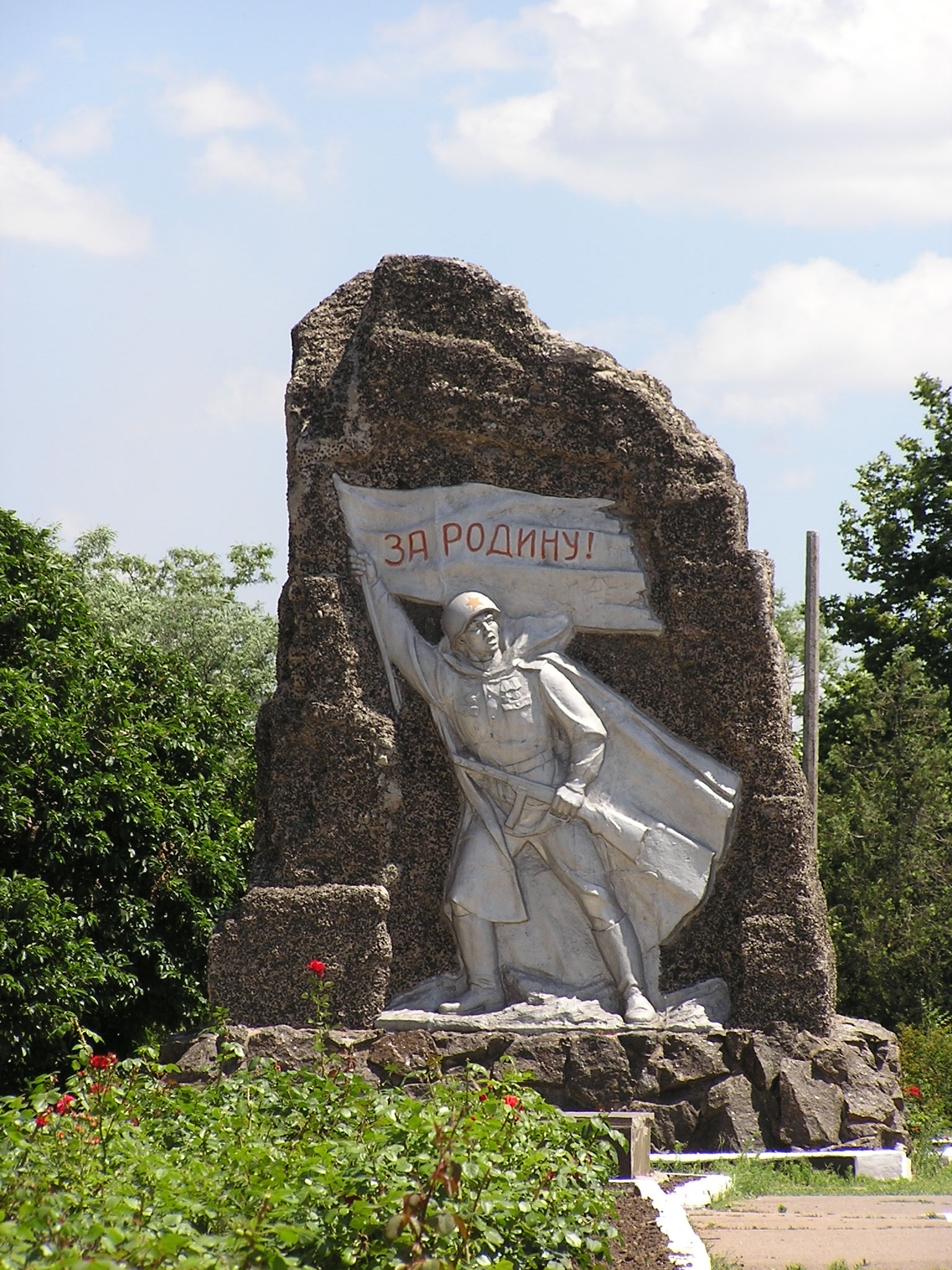
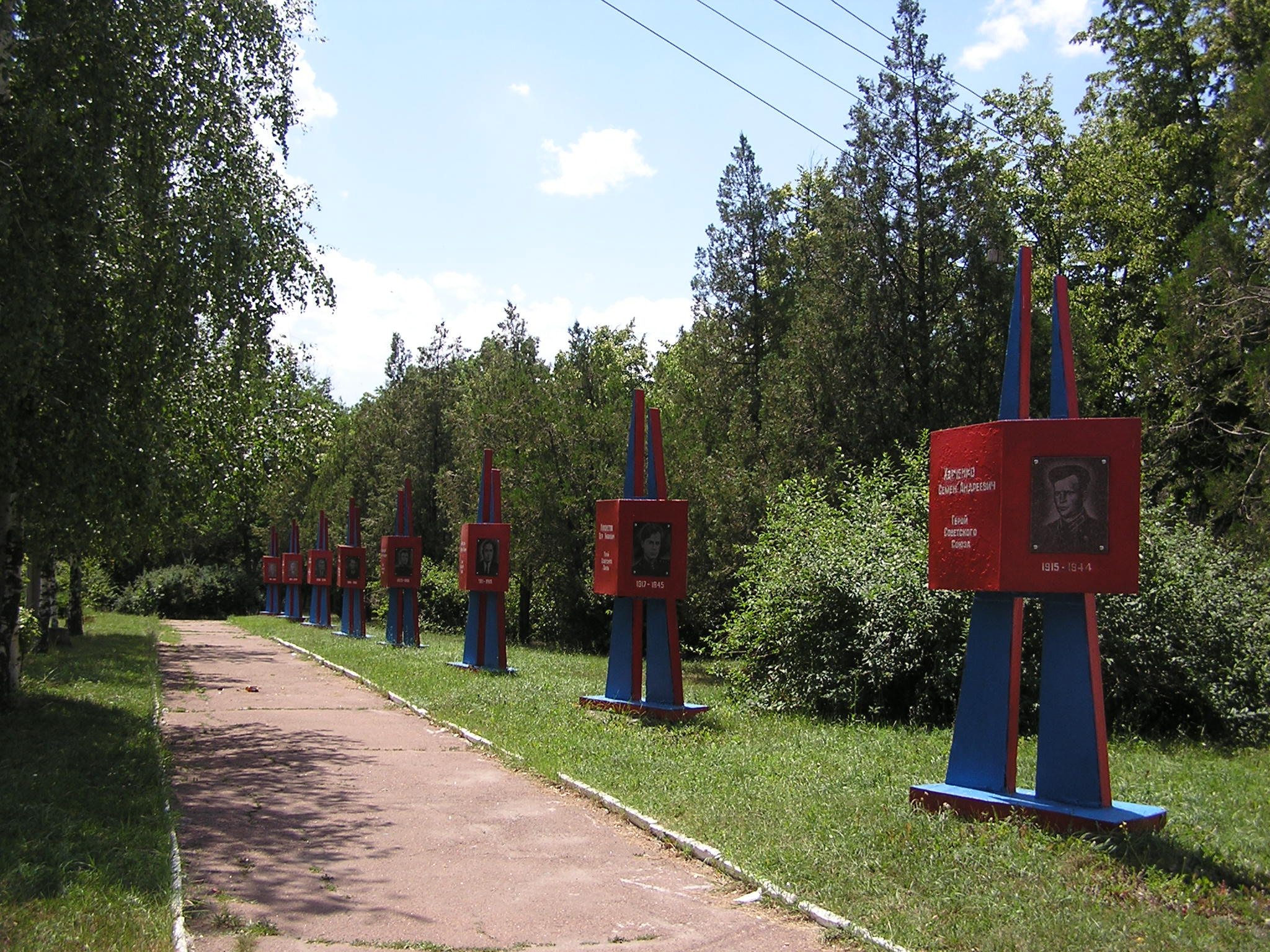